# عادل الحوسني
عادل الحوسني (مواليد 23 أغسطس 1989، لاعب كرة قدم إماراتي يجيد اللعب كحارس مرمى مع نادي الشارقة في دوري الخليج العربي الإماراتي .
كانت بداياته مع نادي الوحدة و أعاره الوحدة إلى نادي الشارقة مطلع عام 2017 و في صيف 2017 وقع مع نادي الشارقة عقد لمدة 3 سنوات .

## روابط خارجية
- عادل الحوسني على موقع الاتحاد الدولي (مؤرشف)  (الإنجليزية)
- عادل الحوسني على موقع إي إس بي إن إف سي (الإنجليزية)
- عادل الحوسني على موقع قاعدة بيانات كرة القدم.إي يو (الإنجليزية)
- عادل الحوسني على موقع ناشيونال فوتبول تيمز (الإنجليزية)
- عادل الحوسني على موقع Soccerway.com (الإنجليزية)
- عادل الحوسني على موقع عالم كرة القدم.نت (الإنجليزية)